# Strefa wzniosu kapilarnego

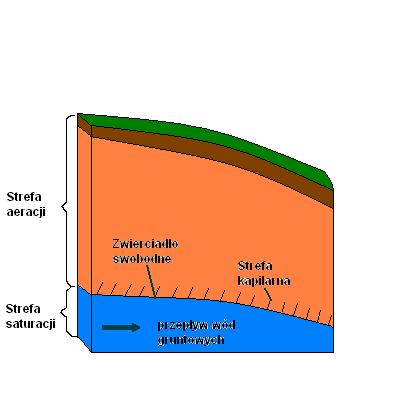
Przekrój wzgórza obrazujący strefę kapilarną

Strefa kapilarna zwana też strefą wzniosu kapilarnego jest strefą występującą nad zwierciadłem wód podziemnych w której występują wody kapilarne. To właśnie poprzez tę strefę woda z wód podziemnych przesącza się do wód gruntowych. Podczas tego procesu zachodzą tak zwane zjawiska kapilarne. Ze względu na ciśnienie pory u podstawy strefy kapilarnej są wypełnione wodą. W glebie z szeroką warstwą porów strefa nienasycona może być kilkakrotnie większa od strefy nasyconej.